# Referéndum de la República de China de 2021
Un referéndum de cuatro preguntas se llevó a cabo el 18 de diciembre de 2021 en la República de China (Taiwán). De acuerdo a la Ley de Referendos, actualizada en 2019, se puede celebrar este tipo de votaciones una vez cada dos años, en el cuarto sábado de agosto del año correspondiente y las preguntas deben alcanzar un mínimo de firmas equivalente al 1.5 % del padrón electoral (280 000) para calificar.

## Propuestas

### Arrecife y gas natural
La primera pregunta trataba sobre la construcción de una planta receptora para la producción energética mediante gas natural en la costa del municipio de Taoyuan, cercano al arrecife de Datan. Dicha estructura era considerada clave por el gobierno para la realización del plan de abandono de combustibles fósiles en el país pero era criticada por activistas medio-ambientales debido a posibles daños al arrecife y su ecosistema.
La pregunta leía:  ¿Está de acuerdo en reubicar el sitio de construcción de la Tercera Terminal de Recepción de GNL de CPC lejos de las áreas costeras y marinas del Arrecife de Algas Datan de Taoyuan? （El área costera desde el estuario del río Guanyin en el norte hasta el estuario del río Xinwu en el sur, y la zona de mar que se extiende cinco kilómetros paralelamente a la línea de marea más baja de la citada costa.)

### Importación de cerdo con ractopamina
La segunda pregunta tenía relación con los intentos de imponer restricciones a la importación de carne de cerdo que contenga ractopamina. Los críticos sostenían que la ractopamina es un aditivo ilegal en 160 países debido a preocupaciones sobre la inocuidad de los alimentos y que su importación podría dañar a los productores locales. A la oposición de la cuestión le preocupaba que la prohibición de las importaciones de cerdos de ractopamina pueda dañar las relaciones internacionales y los acuerdos comerciales de Taiwán, específicamente la aplicación del CPTPP, así como la relación Taiwán-Estados Unidos.
¿Está de acuerdo en que el gobierno debería prohibir la importación de carne de cerdo, órganos internos y productos derivados de la carne de cerdo que contengan ractopamina (agonistas de los receptores adrenérgicos β)?

### Planta nuclear
La tercera pregunta y primera en haber alcanzado el margen de firmas refería a la activación de la cuarta planta nuclear de Taiwán en la ciudad de Nueva Taipéi. Estuvo en construcción hasta el año 2014, cuando fue cerrada por preocupaciones ante este tipo de energía en el país y siguiendo el programa del gobernante Partido Democrático Progresista en cuanto a la eliminación gradual de la energía nuclear. Aquella posición se vio disputada por propulsores de esta fuente de energía, así como por el opositor Partido Nacionalista (KMT), llevando finalmente a la inclusión de una pregunta acerca del abandono del plan de eliminación de la energía nuclear en el referéndum del año 2018, donde se favoreció la continuación de las plantas nucleares en el país.
La pregunta leía:  "¿Está de acuerdo con la activación de la cuarta planta de energía nuclear suspendida de Taiwán?".

### Días para referendos
Finalmente, la consulta abordaría la posibilidad de regresar los días designados para referendos a realizarse junto con elecciones generales en el país. La pregunta fue introducida por el KMT argumentando una mayor capacidad de participación al realizar las votaciones en conjunto.
La pregunta leía:  ¿Está de acuerdo dentro de los seis meses a partir de la fecha en que se anunció el establecimiento de un referéndum, si hay una elección nacional durante el período, y de acuerdo con las disposiciones de la Ley de Referéndum, que el referéndum se llevará a cabo junto con la elección nacional?

## Resultados
De acuerdo con el artículo 29 de la Ley de Referéndum, se aprueba un referéndum si los votos válidos a favor superan a los votos en contra y los votos válidos a favor superan el 25% del electorado elegible. Para el este referéndum, el umbral del 25% equivale a 4.956.367 votos.
| Pregunta                                                                                       | A favor   | A favor | En contra | En contra | Votos inválidos en blanco | Total     | Votantes registrados | Participación | Resultado |
| Pregunta                                                                                       | Votos     | %       | Votos     | %         | Votos inválidos en blanco | Total     | Votantes registrados | Participación | Resultado |
| ---------------------------------------------------------------------------------------------- | --------- | ------- | --------- | --------- | ------------------------- | --------- | -------------------- | ------------- | --------- |
| Reinicio de la construcción de la cuarta central nuclear                                       | 3,804,755 | 47.16   | 4,262,451 | 52.84     | 78,494                    | 8,145,700 | 19,825,468           | 41.09         | Rechazado |
| Prohibición de las importaciones de carne de cerdo que contengan ractopamina                   | 3,936,554 | 48.79   | 4,131,203 | 51.21     | 78,108                    | 8,145,865 | 19,825,468           | 41.09         | Rechazado |
| Celebración de referendos junto con elecciones nacionales                                      | 3,951,882 | 48.96   | 4,120,038 | 51.04     | 73,273                    | 8,145,193 | 19,825,468           | 41.08         | Rechazado |
| Mantener la tercera terminal de gas natural licuado en Taoyuan fuera de los arrecifes de algas | 3,901,171 | 48.37   | 4,163,464 | 51.63     | 80,819                    | 8,145,454 | 19,825,468           | 41.09         | Rechazado |
| Fuente: CEC Focus Taiwan                                                                       |           |         |           |           |                           |           |                      |               |           |